# Феликс Зальм-Зальмский
Принц Феликс Константин Александр Иоганн Непомук цу Зальм-Зальмский (нем. Felix zu Salm-Salm; 25 декабря 1828, Замок Анхольт княжество Сальм (сегодня район Боркен Северный Рейн-Вестфалия) — 18 августа 1870, Гравелот, Франция) — немецкий прозаик, бригадный генерал Армии Северян во время Гражданской войны в США.

## Биография

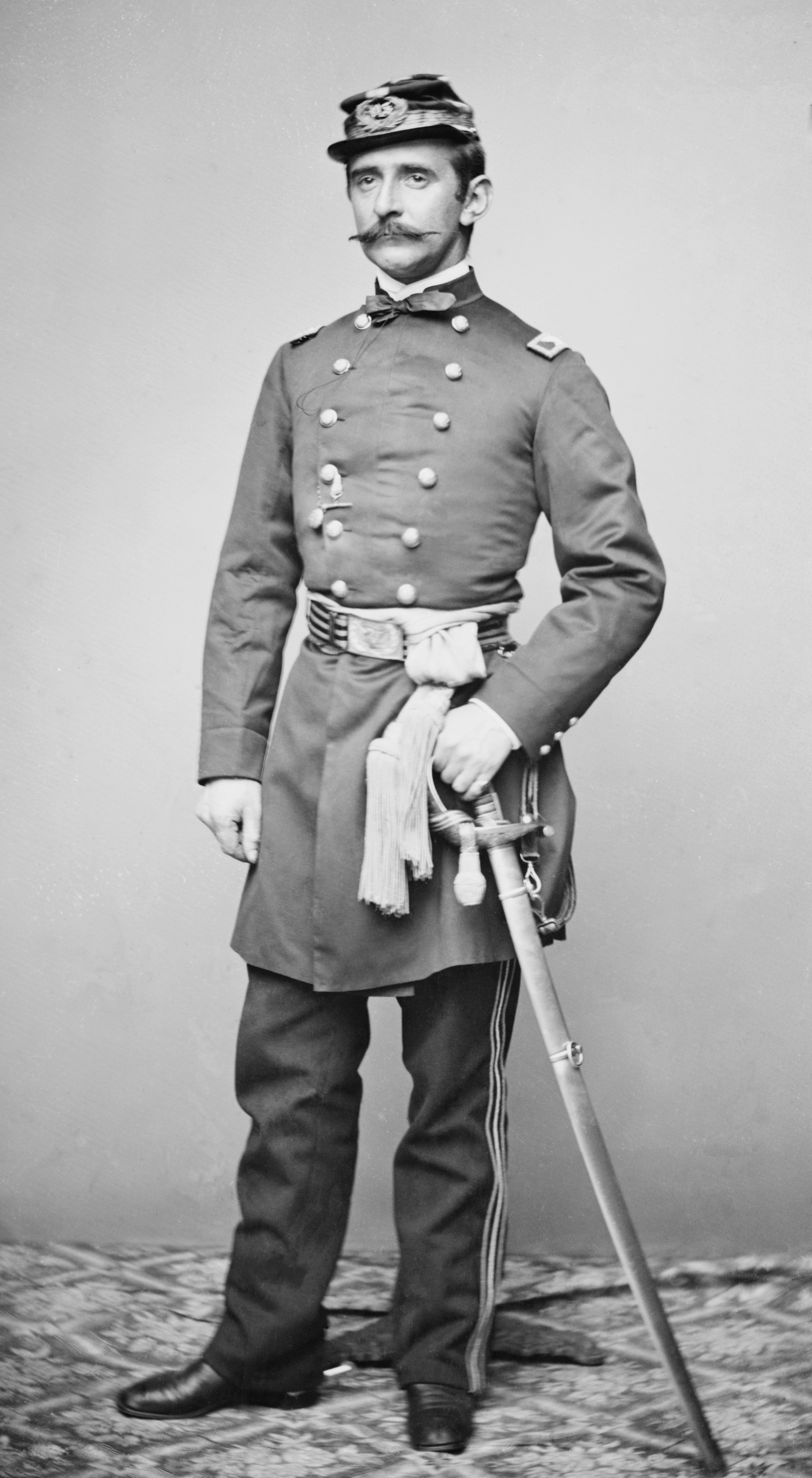

Представитель немецкого графского и княжеского рода Зальмов. Учился в кадетской школе в Берлине, в 1846 году стал офицером прусского гусарского полка. Вначале участвовал в Датско-немецкой войне (1848—1850). Тяжело раненный в стычке под Орхусом в мае 1849 года, проявил храбрость в бою. После войны вступил в австрийскую армию, участвовал в Австро-итало-французской войне 1859 года. Из-за больших игровых долгов, нескольких скандалов и дуэлей, беспорядочного образа жизни вынужден был эмигрировать в Америку.
Во время Гражданской войны в США сражался в рядах армии северных штатов и произведен был в бригадные генералы. С 1866 г. был флигель-адъютантом мексиканского императора Максимиллиана и не покидал его до конца его жизни.
Позже поступил на прусскую военную службу во время франко-прусской войны и пал в битве при Гравелоте.
Жена его Агнеса, дочь американского полковника, сопровождала его во всех его походах и путешествиях, играла видную роль в Мексике и напечатала мемуары «Zehn Jahre aus meinem Lehen, 1862—1872» (Штутг., 1875); извлечения на русском языке в «Историческом вестнике» (1880).

## Избранные сочинения
- Blätter aus meinem Tagebuch in Mexico . Vol. 2. Kröner. 1868.
- My Diary in Mexico in 1867, including the Last Days of the Emperor Maximillian. Vol. 1. London: Richard Bently. 1868.